# La Flamme (film, 1936)
Pour les articles homonymes, voir La Flamme.
Pour l’article ayant un titre homophone, voir Laflamme.
Pour plus de détails, voir Fiche technique et Distribution.
La Flamme est un film français réalisé par André Berthomieu, sorti en 1936.
C'est un remake du film La Flamme de René Hervil,  sorti en 1926.

## Fiche technique
- Titre : La Flamme
- Réalisation : André Berthomieu
- Scénario : Charles Méré, d'après sa pièce
- Photographie : Jean Isnard
- Montage : Marthe Poncin
- Musique : Henri Verdun
- Direction artistique : Jean d'Eaubonne
- Son : Robert Ivonnet
- Producteur : René Pignières
- Société de production : Société Nouvelle de Cinématographie (SNC)
- Pays de production :  France
- Langue : Français
- Format : Noir et blanc — 35 mm — 1,37:1 — Son : Mono
- Genre : Film dramatique, Mélodrame
- Durée : 85 minutes (1 h 25)
- Date de sortie : 
  - France : 8 mai 1936[1]

## Distribution
- Raymond Cordy : le gaffeur
- Colette Darfeuil : Fanny
- Josette Day : Hélène de Luyze
- Paul Demange
- Blanche Denège
- Bernard Lancret
- Line Noro
- Gabriel Signoret
- Charles Vanel
- Claire Gérard
- Henri Crémieux
- Mady Berry
- Jean Diener : H. de Luyze
- Jean Marconi